# Aphis clematicola
Aphis clematicola är en insektsart som beskrevs av Pashtshenko 1994. Aphis clematicola ingår i släktet Aphis och familjen långrörsbladlöss. Inga underarter finns listade i Catalogue of Life.